# フィリピンにおけるLGBTの権利
フィリピンのレズビアン、ゲイ、バイセクシャル、トランスジェンダー（LGBT）の人々には、非LGBTの人々にはない法的課題が存在している。LGBTの人々への受容は、性的指向やジェンダーに関する教育の広まりで年々広まっており、政治活動やLGBTコミュニティの可視化も進みつつある。同性結婚は法的に認められておらず、またLGBTコミュニティに対する法的な保護もない。その背景には宗教的な要因が強いと言えよう。フィリピンでは、キリスト教徒（カトリック）が人口の大多数を占めており、LGBTに対して不寛容な面がある。

## 同性愛に対する法規制
同性の成人同士の合意に基づいた非商業的で、私的空間におけるものは犯罪とされない。以下は性的指向や性自認にはかかわらないことであるが、公共の場においての性的行為は不道徳行為として刑法200条にて禁止されている。また性的同意年齢は12歳で統一されており、18歳未満の場合は金銭やその他の利益を伴う場合や成人からの斡旋などに基づくものは同意として認められていない。

## 軍
性的指向や宗教を理由としたCAT（Citizen Army Training）の免除は認められていない。しかしながら一部のレポートでは同性愛者を公にしたカリキュラム受講においてハラスメントに遭うケースが報告されている。2009年3月3日に、フィリピン軍においてゲイ・バイセクシャル・レズビアンを公にしたままの入隊や兵役に就くことを認める旨を発表した。

## セクター
フィリピンの選挙法では、高齢者や農家、労働者や若年層といったセクターが認められている。憲法にて代議院の20%の議席はセクターに配分が決められている。1995年と1997年にLGBTのセクターを追加する法改正案が提議されたが廃案となった。

## 政党
フィリピンの政党は保守的な傾向が高く、同性愛者の権利擁護については概ね慎重な傾向がある。
小政党のアカバヤン党は、1990年代に政党綱領へLGBTの権利擁護を組み入れたフィリピン最初の政党であった。権利擁護反対派の著名な政治家には、ラカス党の Bienvenido Abante 議員（マニラ6区）がいる。Rodolfo Biazon とその息子 Ruffy Biazon や Miriam Santiago なども著名な反対派として知られる。彼らは2006年に代議院と元老院に、他国での同性結婚をフィリピン国内では非承認として扱う法案を提出している。2009年時点で同法案は留保となっている。
フィリピンは国連の『性的指向と性自認に関する宣言』（性的指向と性自認に基づく暴力や嫌がらせ、差別、排除、スティグマ、偏見を非難する決議）に署名していない。

### Ang Ladlad
性的指向やジェンダーに基づく差別やハラスメントの一掃を基本理念とする新興政党に Ang Ladlad がある。
2009年11月11日、フィリピン選挙管理委員会は2010年5月の選挙への同党の出馬を「不道徳」を理由に却下した。2007年の選挙においても Ang Ladlad は資格不備のため失格となっていた。
2010年4月8日、フィリピン最高裁は選挙管理委員会に対して2010年5月の選挙に Ang Ladlad の出馬を認める命令を裁定した。

## 同性間パートナーシップ
フィリピンでは同性結婚やシビル・ユニオン、ドメスティックパートナーシップなどの法的承認はない。
1998年に元老院議員の Marcelo B. Fernan と Miriam Defensor Santiago はトランスジェンダーの結婚や生物学的に同性同士のリレーションシップ（同性結婚やドメスティックパートナー）を規制する4法案を提出た。
2006年より3件の同性結婚規制法案が提議され留保となっている。2011年初頭には Rene Relampagos 議員が他国での同性結婚をフィリピン国内で規制するための法案「フィリピン家族法26条の修正法案」を提出している。

## LGBTコミュニティ
フィリピンでゲイの権利擁護団体として著名なものに、1992年に設立されLGBT学生の団体で最も古く規模の大きい「UP Babaylan」や、アジアで最初のゲイマーチ（1994年）を開催した「Progay-Philippines」、1999年設立の「LAGABLAB」、2002年に設立されたマニラを拠点とするトランスセクシャルの女性やトランスジェンダーのサポートグループ「STRAP」、ゲイゲームズの2002年シドニー大会に参加したグループを起源に持ち、スポーツイベントや文化イベント、人権擁護イベントなどを行う「TEAM PILIPINAS」などがある。
フィリピンはもとよりアジア初のLGBTプライドパレードは、1994年6月26日にケソンメモリアルサークルにて行われた。このマーチには数百人が参加していたが、付加価値税に対する反政府デモと混同されていた。このパレードは同年8月に日本で開かれた「東京レズビアン・ゲイ・パレード」より2ヶ月早かった。
1990年代に入るとLGBTの人々が政治的・社会的な面で組織化かつ可視化されるようになった。LGBTプライドフェスティバルが毎年開催されるようになり、学生や女性、トランスジェンダーの人々に焦点をあてたLGBT団体が発足している。マニラ市内にはバー、クラブ、サウナといった活気のあるゲイシーンだけでなく、様々なゲイの人権擁護団体も存在している。